# 頡文林
頡文林，山西壽陽縣人，明朝政治人物。
舉人出身。官監察御史。宣德九年，頡文林因索要鋪戶衣物，又在公廨與囚婦通姦，宣宗命施杖刑，同家屬發遼東充軍。